# Vologases IV
Vologases IV (em latim: Vologases; em parta: 𐭅𐭋𐭂𐭔; romaniz.: Walagaš) foi xainxá do Império Arsácida de 147 a 191. Era filho de Mitrídates V (r. 129–140). Vologases passou os primeiros anos de seu reinado reafirmando o controle parta sobre o Reino de Caracena. De 161 a 166, travou guerra contra o Império Romano; embora inicialmente bem-sucedido, conquistando a Armênia e a Síria, acabou sendo repelido, perdendo brevemente o controle das capitais partas de Selêucia do Tigre e Ctesifonte para os romanos. Os romanos sofreram pesadas perdas com uma praga que irrompeu de Selêucia em 166, forçando-os a se retirar. A guerra terminou logo depois, com Vologases perdendo a maior parte do norte da Mesopotâmia para os romanos. Morreu em 191 e foi sucedido por seu filho Vologases V, que vivenciaria o início da ascensão da família reinante de Pérsis.

## Nome
Vologases, Vologeso (Vologaesus), Vologesso (Vologessus) ou Vologeses são as formas latinas do parta Valagaxe (𐭅𐭋𐭂𐭔, Walagaš). A etimologia do nome não é clara, embora Ferdinand Justi proponha que Valagaxe seja um composto das palavras "força" (varəda) e "bonito" (gaš ou geš em persa moderno). Foi atestado em persa novo como Balaxe (بلاش, Balāš), em persa médio como Vardaquexe (Wardāḫš) ou Valaquexe (Walāḫš), em armênio como Valarxe (*Վաղարշ, *Vałarš), em árabe como Valaxe, Balaxe (بلاش, Valāš / Balāš) e Gulaxe (جولاش, Gulāš) e em grego como Olagado (*Ολαγαδος, via gen. Ολαγαδου), Olagedo (*Ολαγαίδος, Olagaídos, via gen. Ολαγαίδου), Ologado (*Ολογαδος, via gen. Ολογαδου), Uologedo (Ουολόγαιδος, Ouológaidos), Uologeos (Ουολόγεος, Ouológeos), Vologeso (Ουολόγαισος, Ouológaisos), Vologido (Βολόγίδος, Vológídos), Vologedo (Βολόγεδος, Vológedos), Ualases (*Ουαλάσες, via gen. Ουαλάσου) ou Ualasses (*Ουαλάσσες, via gen. Ουαλάσσου)

## Reinado

### Conquista de Caracena
Vologases IV era filho de Mitrídates V, que havia disputado o trono contra o xainxá Vologases III (r. 110–147) de 129 a 140. Vologases IV encenou um golpe de estado e sucedeu Vologases III em 147, marcando o estabelecimento de um novo ramo da dinastia arsácida no trono parta. Em 150/1, derrotou o governante arsácida de Caracena (também conhecido como Mesena), Meredates, e nomeou Orabazes II, provavelmente um parente seu, como o novo xá. As forças de Vologases IV apreenderam uma estátua de Héracles, o deus patrono da realeza caracena. A estátua foi levada ao templo de Apolo em Selêucia do Tigre, onde foi exibida como demonstração da vitória de Vologases IV. Uma inscrição bilíngue (grega e parta) foi esculpida na estátua, que relata a conquista de Caracena por Vologases IV:
| “ | No ano dos gregos 462 (151), o xainxá Ársaces Vologases, filho do rei Mitridates, liderou uma expedição militar a Mesena contra o rei Mitridates, filho do governante anterior Pácoro, e depois que o rei Mitridates foi expulso de Mesena, tornou-se o governante de toda Mesena e desta estátua de bronze do deus Héracles, que transportou de Mesena, colocada neste Santuário do deus Apolo que guarda a Porta de Bronze. | ” |

### Guerra com o Império Romano

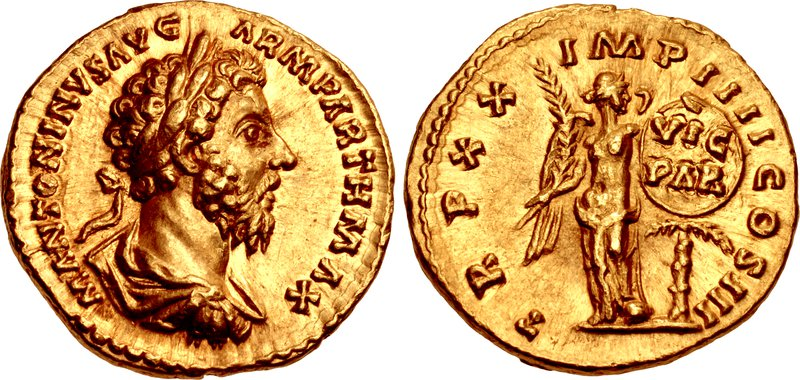
Áureo de Marco Aurélio celebrando a vitória contra os partas

Quando Marco Aurélio se tornou o novo imperador romano em 161, Vologases IV inesperadamente declarou guerra contra os romanos, marcando a única vez num conflito romano-parta em que os partas declararam guerra. Vologases IV invadiu a Armênia e substituiu seu cliente romano, o rei Soemo, por seu próprio filho Aurélio Pácoro. Ao mesmo tempo, uma invasão parta inesperada da Síria levou à derrota dos soldados romanos designados para lá. Confiante, Vologases IV recusou uma oferta de paz dos romanos em 162. Embora a Guerra romano-parta de 161-166 tenha começado auspiciosamente para os partas, depois que os romanos se recuperaram do primeiro choque e contratempos, contra-atacaram, restaurando Soemo ao trono armênio em 163. Na mesma época, os partas capturaram Edessa e instalaram Uael como rei fantoche. Manu VIII, o rei legítimo, foi forçado a fugir ao Império Romano. As forças partas foram expulsas da Síria, em 164, e também perderam Dura-Europos, o que levou muitos governantes vassalos partas a desertar Vologases IV. Os romanos sitiaram Edessa em 165; durante o cerco, os cidadãos da cidade massacraram a guarnição parta e abriram seus portões aos romanos. Os romanos entraram na cidade e restauraram Manu VIII como governante de Edessa/Osroena; ele também recebeu o epíteto Filorromeu ("Amigo dos Romanos"). As capitais partas de Selêucia do Tigre e Ctesifonte foram capturadas pelo general romano Avídio Cássio em 165 ou 166. Provavelmente na mesma época, legiões romanas invadiram a Atropatena e Adiabena. No entanto, os romanos sofreram pesadas perdas com uma praga que irrompeu de Selêucia em 166, forçando-os a se retirar. A guerra terminou logo depois, com Vologases IV perdendo a maior parte do norte da Mesopotâmia para os romanos.

### Anos finais
As crônicas não relatam distúrbios ou rebeliões após a derrota parta, à qual o historiador moderno Michael Sommer se refere como um "revés militar desastroso". Isso provavelmente indica que Vologases IV conseguiu manter a estabilidade política. A perda parta da maior parte do norte da Mesopotâmia significou que a cidade de Hatra agora se tornou sua nova fronteira no oeste. Hatra era governada por vassalos partas que detinham o título de malca (senhor). No entanto, devido à sua agora maior importância estratégica, Vologases IV elevou a titulação da família governante atrena à de rei, e também permitiu-lhes certas cerimônias e juramentos rituais tradicionais. Após a morte de Soemo em 180, o filho de Vologases IV conseguiu ganhar o trono armênio como Vologases II (r. 180–191). O fim do reinado de Vologases IV foi marcado pela revolta de Osroes II em 190, que cunhou moedas de si em Ecbátana, na Média. No entanto, o filho de Vologases IV, Vologases II, o sucedeu e parece ter rapidamente derrubado Osroes II, ascendendo ao trono como Vologases V.

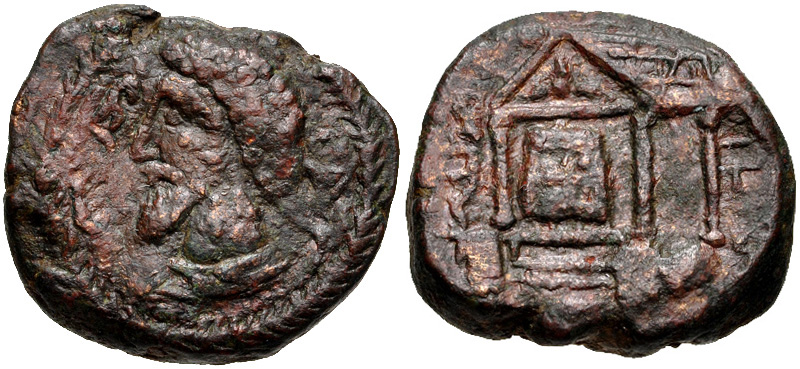
Moeda de Uael, com o anverso retratando Vologases IV

## Cunhagem
No anverso de seus tetradracmas, Vologases IV é retratado com uma tiara abobadada com um chifre na lateral e usa uma aba de pescoço cobrindo ambas as orelhas. Por vezes, aparece no anverso com uma tiara sem o chifre. Vologases IV é o primeiro monarca parta a usar apenas uma tiara em suas moedas. Em alguns dos reversos das moedas de bronze de Vologases IV, uma águia é retratada, que é associada ao khvarenah, ou seja, glória real. No anverso das moedas do breve governante de Edessa/Osroena, Uael, um retrato de Vologases IV é exibido.